# Медвеж'єгорська операція
Медвеж'єгорська операція (рос. Медвежьегорская наступательная операция) — наступальна операція радянських військ двох оперативних груп Карельського фронту на північному фланзі німецько-радянської війни. Тривала з 3 до 10 січня 1942 року. Метою операції визначалося розгром угруповання фінської Карельської армії на Медвеж'єгорському напрямку в Карелії з метою зняття загрози стратегічно важливій Кіровській залізниці.

## Історія

### Передумови
Наприкінці грудня 1941 року на фоні стратегічного зимового наступу Червоної армії на німецько-радянському фронті Ставка доручила командуванню Карельського фронту підготувати операцію по розгрому військ фінської Карельської армії на Медвеж'єгорському напрямку в Карелії з метою зняття загрози Кіровській залізниці. Часу на підготовку до операції було виділено обмаль, значного поповнення для її проведення не виділялося, до того ж відчувався гострий брак боєприпасів. На запланованій ділянці наступу фінські війська мали перевагу в особовому складі і у вогневих засобах, до того ж фіни якісно перевершували радянські війська з досвіду ведення боїв у зимових умовах у лісовій місцевості.
Командування Карельського фронту для виконання завдань операції виділило сили Масельської (186-та, 289-та, 367-ма стрілецькі дивізії і 61-ша і 65-та морські стрілецькі бригади) та Медвеж'єгорської оперативних груп (71-ша, 313-та стрілецькі дивізії і 1-ша лижна бригада у складі восьми батальйонів).

### Хід операції
3 січня 1942 року частини Масельської оперативної групи після короткої артилерійської підготовки перейшли в наступ, а частини Медвеж'єгорської оперативної групи почали розвідку боєм. Фінське командування негайно відреагувало на наступ, що розпочався, до району прориву радянських військ негайно організували підтягування резервів та провели потужні контратаки. Наступ радянських військ ускладнювала шаблонна організація їхніх дій — часті, але погано підготовлені атаки на одних і тих самих напрямках. Фіни успішно оборонялися, використовуючи множинні заздалегідь підготовлені ключові позиції, потайливі обходи і флангові удари. Червона армія, що намагалася прорвати фінську оборону, несла значних втрат. Запеклі запеклі бої тривали по 10 січня. Радянські війська просунулися на захід від 2 до 5 кілометрів і поліпшили свої позиції. З підходом резервів противника співвідношення сил ще більше змінилося на його користь.
У цих умовах командувач Карельським фронтом генерал Фролов В. О. звернувся у Ставку Верховного Головнокомандування з проханням припинити наступ і 11 січня отримав такий дозвіл.